# Большая комета 1680 года
Большая комета 1680 года или Комета Кирха, а также Комета Ньютона (официальное обозначение C/1680 V1) считается первой кометой, обнаруженной при помощи телескопа. Открыта германским астрономом Готфридом Кирхом 14 ноября 1680 года по юлианскому календарю. Стала одной из самых ярких комет XVII века. Была видимой невооружённым глазом даже днём и отличалась длинным хвостом. Пролетела на минимальном расстоянии 0,42 а. е. от Земли 30 ноября 1680 года. Прошла перигелий 18 декабря 1680 года на расстоянии 0,006222 а. е. (930 000 км) от центра Солнца (или 230 тыс. км от поверхности Солнца). Достигла максимальной яркости 29 декабря, после чего яркость начала уменьшаться. Последний раз наблюдалась 19 марта 1681 года. По состоянию на 2012 год комета находилась в 253 а. е. от Солнца.
Так как комета была открыта Готфридом Кирхом, соответственно, была названа его именем. Также кометой занимался испанский священник Эусебио Кино, который отмечал передвижение кометы по звёздному небу. Из-за того, что откладывалась его поездка в Мексику, Кино начал наблюдения кометы в Кадисе в конце 1680 года. В следующем году, находясь в Мексике, он опубликовал «Наблюдения за кометой» (Мехико, 1681). Данный труд является одной из первых научных работ, опубликованных европейцами в Новом Свете.
Несмотря на то, что комета принадлежала к разряду околосолнечных, существует вероятность, что она не относится к
кометам Крейца. Комету изучал также Исаак Ньютон для подтверждения законов Кеплера.
Двинской летописец описывает комету следующим образом: «Того же [1680] года. Декабря 11 дня [21 декабря по новому стилю] явися на небеси столп облачной светлой на западе от звезды и стоял по февраль месяц».
Летописец из города Устюга (обнаруженный в 2020 году) дает более полную картину затмения: «[1680] году мѣсеца декабря въ 14 де(нь) по зохождению солца в зоре вышла звезда и зори испустила и(з) себя столъп великий свѣтлый верхъ до небеси. А снизу от звезды пошел тоне, а верхъ яко труба. А ходила она от запада на сивер ноч(ь)ю. А какъ она дойдетъ до сиверу, и она поклоница на западную страну. И того было так ходу с недѣлю, да пошла верхъ в небо. И ходила она звезда такъ болѣ мѣсеца».